# Dărăști-Ilfov
Dărăști-Ilfov – wieś w Rumunii, w okręgu Ilfov, w gminie Dărăști-Ilfov. W 2011 roku liczyła 3026 mieszkańców.